# Tiziano Russo
Tiziano Russo (Nardò, 12 settembre 1985) è un regista e sceneggiatore italiano, attivo nel cinema, nelle serie televisive e nel settore dei videoclip musicali. 
È noto per aver diretto la quinta e la sesta stagione di Skam Italia e i lungometraggi Noi anni luce (2023) e Fatti vedere (2025).

## Biografia
Dopo aver studiato Cinema presso l'Università La Sapienza di Roma, Russo ha iniziato la sua carriera nella regia nel 2008 con il videoclip Un passo indietro per il gruppo Negramaro, avviando una collaborazione duratura che lo ha portato a dirigere diversi videoclip per la band, tra cui Sei, Fino all’imbrunire e La prima volta. Ha successivamente lavorato con numerosi altri artisti, tra cui Francesco Gabbani, Ghali, Ermal Meta, Biagio Antonacci, Dardust e Chiara Galiazzo.
Parallelamente all'attività nel settore musicale, nel 2013 ha diretto il documentario Habemus Mister, presentato in anteprima al Bif&st 2014. Nel 2018 ha realizzato il cortometraggio L’uomo proibito, premiato da Rai Cinema Channel come Miglior Cortometraggio Italiano al Festival del Cinema Europeo.
Nel 2022, Tiziano Russo ha esordito nella regia di serie televisive dirigendo la quinta stagione di Skam Italia, distribuita su Netflix il 1º settembre 2022. Questa stagione affronta il tema dell’ipoplasia peniena, una condizione che colpisce il protagonista Elia, interpretato da Francesco Centorame, esplorando le sue insicurezze e l’ansia da prestazione maschile. Russo ha successivamente diretto anche la sesta stagione, pubblicata su Netflix il 18 gennaio 2024, che si concentra sul personaggio di Asia, interpretata da Nicole Rossi, approfondendo tematiche legate ai disturbi alimentari, in particolare l'anoressia nervosa, alle sfide personali e alle relazioni interpersonali. La lunga esperienza di Russo nella regia di videoclip musicali ha avuto un ruolo significativo nella costruzione dell’universo sonoro della sesta stagione, in cui la musica assume un’importanza narrativa centrale. 
Nel 2023 ha diretto il suo primo lungometraggio, Noi anni luce, con Rocco Fasano e Carolina Sala, presentato in anteprima al Giffoni Film Festival e distribuito nelle sale italiane da Notorious Pictures dal 27 luglio 2023.
Nel 2025 torna alla regia cinematografica con Fatti vedere, commedia con Asia Argento, Matilde Gioli, Pierpaolo Spollon e Francesco Centorame, distribuita da Eagle Pictures. Il film è uscito nelle sale il 6 febbraio 2025.
Russo ha inoltre diretto spot pubblicitari per aziende come Enel, Jägermeister, e AS Roma.

## Filmografia

### Cinema
- Habemus Mister - documentario (2014)
- La rivoluzione sta arrivando - documentario (2016)
- Un giorno - cortometraggio (2016)
- L'uomo proibito - cortometraggio (2018)
- Noi anni luce (2023)
- Fatti vedere (2025)

### Televisione
- Skam Italia[6] - serie TV (2022-2024)

## Videografia
- Negramaro – Un passo Indietro (2008)
- Negramaro – Londra brucia (2012)
- Negramaro – Ti è mai successo (2012)
- Negramaro – Una storia semplice (2013)
- Negramaro – Sei (2013)
- Mina – E così sia (2015)
- Piotta – 7 Vizi Capitale (2015)
- Dardust – The Wolf (2016)
- Nino Frassica - A mare si gioca (2016)
- Boosta – Tutto bene (2016)
- Biagio Antonacci – Fortuna che ci sei (2017)
- Chiara Galiazzo – Nessun posto è casa mia (2017)
- Canova – Expo (2017)
- Negramaro – Fino all'imbrunire (2017)
- Francesco Gabbani – La mia versione dei ricordi (2017)
- Negramaro – La prima volta (2018)
- Ghali – I Love You (2019)
- Negramaro – Free Love (2024)

## Riconoscimenti
- 2024 - Mostra Internazionale d’Arte Cinematografica di Venezia - Premio Kinéo per Skam Italia 6 Miglior Serie Italiana[7]
- 2021 - Premio SIAE-Roma Videoclip[8] Festival di Sanremo 2021 per la regia del videoclip Un milione di cose da dirti di Ermal Meta
- 2018 - Festival del cinema europeo - Miglior cortometraggio italiano Rai Cinema Channel[9] per L'uomo Proibito.